# Alessandro Camon
Alessandro Camon est un scénariste et un producteur de cinéma italien né en 1963 à Padoue (Vénétie, Italie) qui vit désormais aux États-Unis.

## Biographie
Alessandro Camon fait des études de philosophie à l'Université de Padoue. Il commence à travailler comme critique de cinéma en Italie, avant de venir aux États-Unis. Il passe un mastère de cinéma à l'Université de Californie à Los Angeles,.

## Filmographie

### Producteur
- 1996 : The Crow, la cité des anges de Tim Pope
- 1997 : The Blackout de Abel Ferrara
- 1998 : New Rose Hotel de Abel Ferrara
- 2000 : The Crow 3: Salvation de Bharat Nalluri
- 2000 : American Psycho de Mary Harron
- 2003 : Love Object (en) de Robert Parigi
- 2003 : Mister Cash de Richard Kwietniowski
- 2003 : Lady Chance de Wayne Kramer
- 2004 : L'Autre Rive de David Gordon Green
- 2004 : Never Die Alone (en) de Ernest R. Dickerson
- 2005 : Thank You for Smoking de Jason Reitman
- 2006 : Sisters de Douglas Buck
- 2006 : Fur de Steven Shainberg
- 2006 : Leçons de conduite de Jeremy Brock
- 2008 : The Mutant Chronicles de Simon Hunter
- 2009 : Bad Lieutenant : Escale à La Nouvelle-Orléans de Werner Herzog
- 2010 : Wall Street : L'argent ne dort jamais de Oliver Stone

### Scénariste
- 2008 : K. Il bandito de Martin Donovan
- 2009 : The Messenger d'Oren Moverman
- 2012 : Du plomb dans la tête de Walter Hill
- 2022 : The Listener de Steve Buscemi

## Distinctions

### Récompenses
- Festival de Berlin 2009 : Ours d'argent du meilleur scénario pour The Messenger, conjointement avec Oren Moverman

### Nominations
- Oscars du cinéma 2010 : Oscar du meilleur scénario original pour The Messenger